# Chamizal

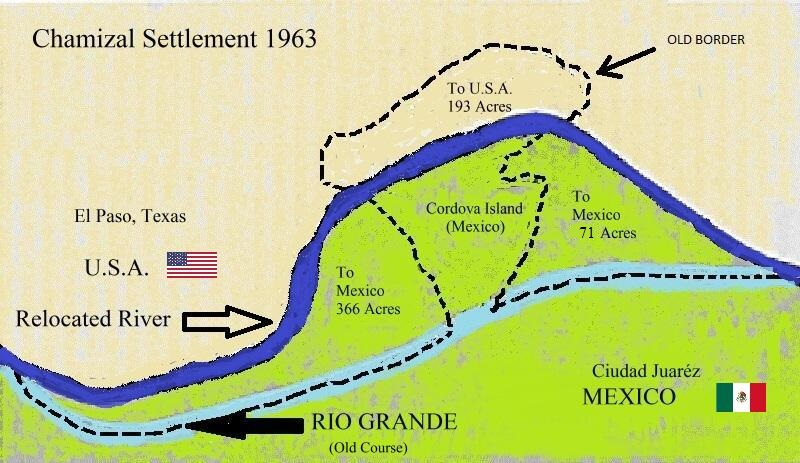
Carte du traité du Chamizal de 1963.

Le Chamizal est un territoire d'environ 2,4 km2 situé à la frontière entre les États-Unis et le Mexique, entre les villes d'El Paso et Ciudad Juárez, et qui en raison de modifications du lit du río Bravo s'est trouvé sur la rive nord de ce dernier, causant ainsi un long litige entre Mexique et les États-Unis, les premiers souhaitant le récupérer.
La dispute fut formellement réglée le 14 janvier 1963 par la ratification d'un traité partageant le territoire.

## Origine (1848-1895)
La frontière contemporaine entre le Mexique et les États-Unis est basée sur le traité de Guadalupe Hidalgo (1848) et un autre traité de 1884. Le premier établissait que le río Bravo était la frontière, indépendamment de toute altération des berges ou des canaux. Le traité de 1884 précisait que la dégradation des berges devait être le résultat d'un processus progressif, lent et naturel. Ce faisant, elle suivait les normes suivies depuis longtemps par le droit international concernant les frontières fluviales.
Le fleuve se déplaça de façon continue entre 1852 et 1868, avec un mouvement important du fait d'une crue en 1864. Vers 1873 le fleuve s'était déplacé vers le sud sur 2,3 km2. Le nouveau territoire fut désigné sous le nom de Chamizal et fut rattaché à El Paso aux États-Unis, ce que le Mexique refusa d'admettre. Au cours de cette même période un tronçon de terre situé au milieu du fleuve fut nommé Isla de Córdoba (« île de Córdoba » en espagnol).

## Conflit (1895-1963)

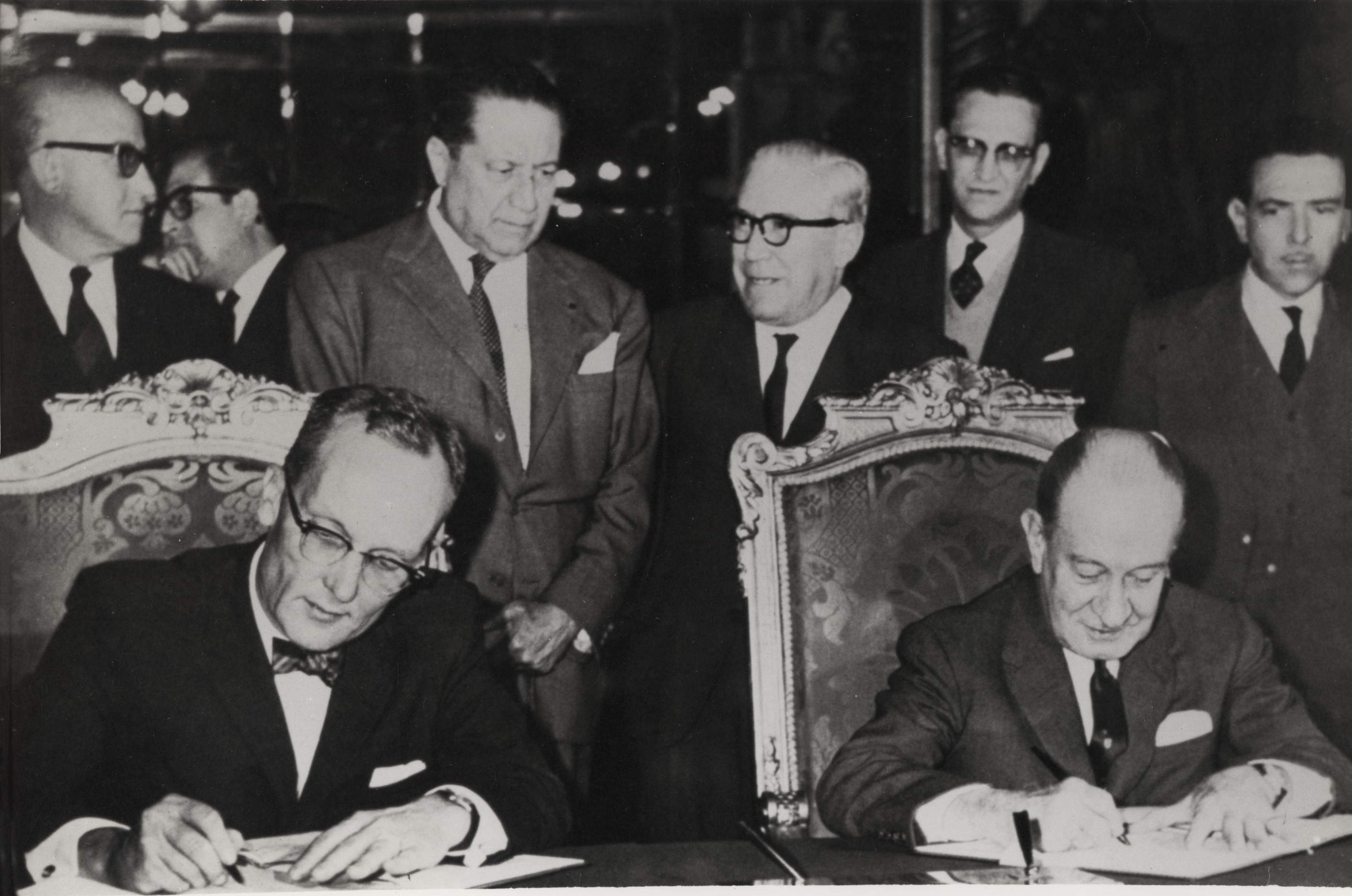
L'ambassadeur des États-Unis au Mexique, Thomas C. mann (gauche) et le secrétaire des relations extérieures du Mexique, Manuel Tello Baurraud (droite) signent le Traité du Chamizal à Mexico le 29 août 1963.

Les deux pays se mirent d'accord sur un arbitrage. Il s'agissait d'établir dans quelle mesure les changements hydrologiques survenus étaient graduels, mais également de déterminer si les frontières définies dans les traités étaient fixes, et si le traité de 1884 s'appliquait. Le Mexique défendait l'idée que la frontière n'avait pas changé et que par conséquent le Chamizal était un territoire mexicain, tandis que les États-Unis soutenaient que, en application du traité de 1884, l'érosion avait été naturelle et que la zone étant passée au nord du fleuve lui appartenait.
En 1911 un tribunal arbitral décida que les portions de territoire gagnées par les Etats-Unis à la suite de phénomènes d'accrétion leur revenaient tandis que les portions de territoire perdues par le Mexique  pour des raisons autres que l'érosion restaient au Mexique (sentence arbitrale du 15 juin 1911, in Rec. sent. arb., NU, XI, pp. 332 s.). Le tribunal ne fixa cependant pas la frontière car il n'avait pas été mandaté à cet effet. Il rappela que dans un différend du même genre entre l'Iowa et le Nebraska la Cour suprême des E.-U. avait fixé les principes de détermination de la frontière commune des deux Etats sans en préciser la location (ibid.).  L'arbitre américain émit une opinion dissidente et les E.-U. refusèrent la sentence arbitrale,ce qui entraîna de vives tensions entre les deux Etats.
Entre 1911 et 1963 de nombreuses tentatives de résolution du différend furent présentées. On envisagea des échanges de terres, des ventes, ainsi qu'une canalisation du fleuve. La dispute envenima les relations entre les deux pays jusqu'à ce que John Fitzgerald Kennedy accepte d'appliquer l'arbitrage de 1911. Il espérait ainsi renforcer l'Alliance pour le Progrès et l'Organisation des États américains.

## Résolution

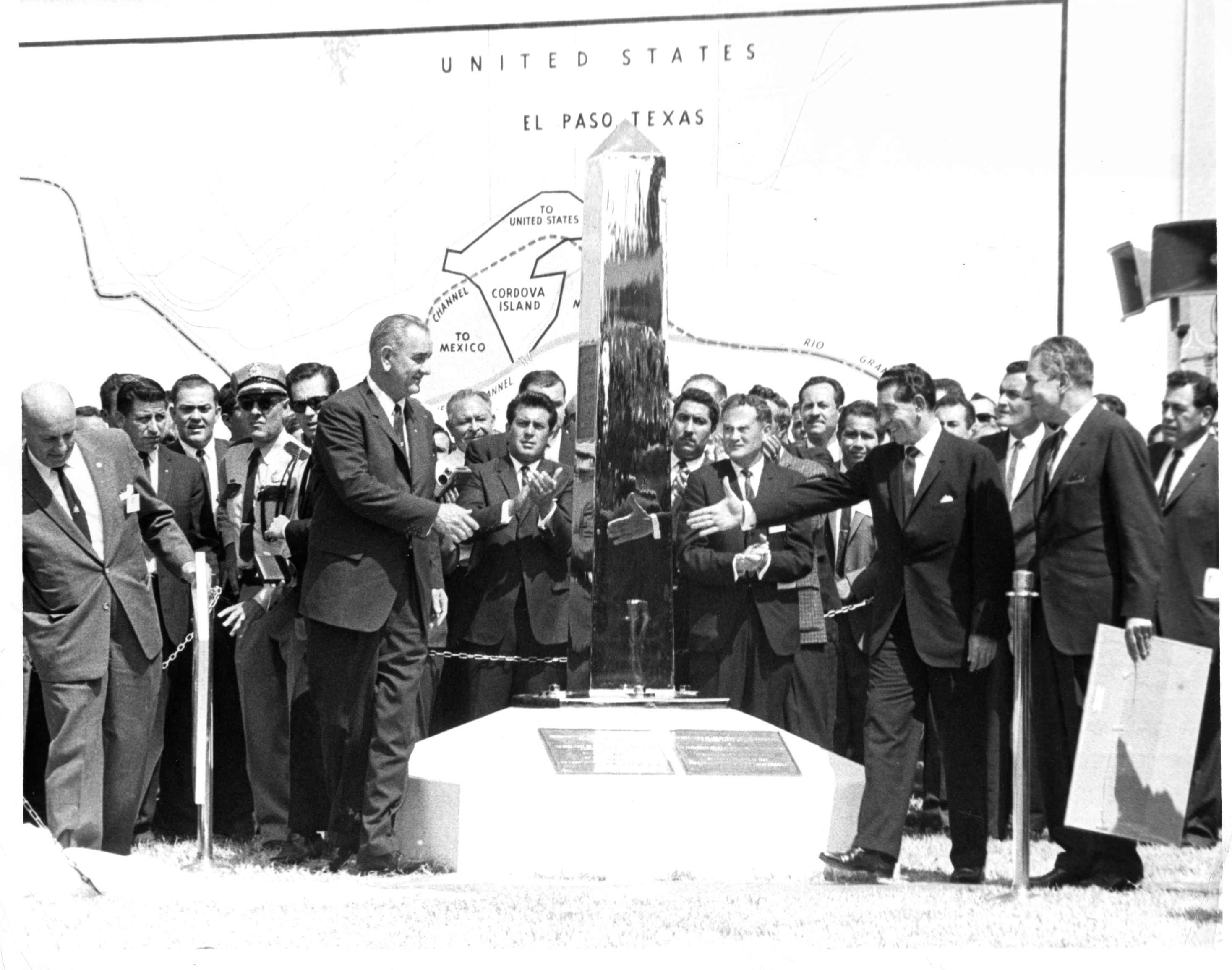
Le président américain, Lyndon Johnson, et son homologue mexicain, Adolfo López Mateos, dévoilant le nouveau tracé des frontières le 25 septembre 1964

Le conflit fut formellement résolu par la signature d'un traité le 14 janvier 1963. Appliquant l'arbitrage de 1910, il octroyait au Mexique environ 1,5 km2 du territoire du Chamizal ainsi qu'environ 28 hectares à l'est de l'Isla de Córdoba. Bien qu'il n'y eût pas d'échange financier entre les deux gouvernements, les États-Unis reçurent de l'argent d'une entreprise mexicaine en raison de transferts de matériels réalisés après la mise en place de la nouvelle frontière. Différentes rencontres diplomatiques ont eu lieu relativement au Chamizal et les deux pays ont mis en œuvre des travaux visant à empêcher de nouveaux bouleversements dans l'hydrologie du fleuve ainsi que la construction de plusieurs ponts.